# Группа 4 (автомобили)
Группа 4 — использовавшееся в автоспорте обозначение любых легковых автомобилей, конструкция и годовой объём выпуска которых подпадали под определённые технические требования, сформулированные применительно к данной группе в так называемом ежегодном Приложении “J” (Appendix “J”) к Международному спортивному регламенту (International Sporting Code), применяемому F.I.A. для регламентирования автогонок в мире. Цифра 4 означает просто порядковый номер группы, и в разные года под данной группой подразумевались автомобили разной конструкции и объёма выпуска. 
Использовалась с послевоенных времен (как минимум, с 1953 года). Отменена в связи с переходом F.I.A. на новый классификатор в 1982 году.

## Типы автомобилей и формулировка в разные периоды
1954-1957 — Series production Sports cars
Официальная формулировка: Motor vehicles intended for the conveyance of persons, and for which the manufacturer has endeavoured to obtain very high performances, without especially seeking comfort or economy of use. These cars must conform to a model well defined in a catalogue, and must be offered for sale to customers by the usual Sales Department of Manufacturer.
Минимальный выпуск — 25 автомобилей в год
1958-1959 — Normal Grand Touring series production cars
Официальная формулировка: Cars manufactured on a small series-production scale and designed for the drivers who seek the best possible performances and/or the greatest comfort without a special concern about the cost.
Минимальный выпуск — 100 автомобилей в год
1960-1965 — Sports cars
Официальная формулировка: All Touring and Grand Touring cars of a model recognized by the F.I.A. but not complying with the specification required for classification in one of the groups from 1 to 3.
Минимальный выпуск — не требуется.
1966-1969 — Sports cars
Официальная формулировка: High performance cars which must nevertheless include all equipments normally provided and legally required for vehicles using public roads.
Минимальный выпуск — 50 автомобилей в год для периода 1966-1968 гг., и 25 автомобилей в год для периода 1969 г.
1970-1981 — Special Grand Touring Cars
Официальная формулировка: At least two-seater cars manufactured on a small series-production scale, and which may be subject to modifications in order to be more particularly adapted to sporting competition. This group also includes cars derived from those recognized in group 3 (Series-production GT cars) and modified beyond the limits allowed for group 3.
Минимальный выпуск — 500 автомобилей в год для периода 1970-1975 гг., и 400 автомобилей за два года для периода 1976-1981 гг.